# Meriones unguiculatus
Meriones unguiculatus (Меріонес монгольський) — вид родини мишеві (Muridae).

## Поширення
Країни поширення: Китай, Монголія, Російська Федерація. Мешкає у степовому, напівпустельному і пустельному середовищі проживання, часто зустрічаються в районах з глиноземистими ґрунтами, або на оброблених полях, на залізничних насипах та інших луках. Не знайдений у гірській місцевості.

## Звички
Активний як вдень, так і вночі, хоча в першу чергу денний протягом зими. Не має глибокого сну або сплячки. Колоніальний: сім'ї живуть разом і взаємно захищають свою систему нір, і всі члени сприяють збору продовольчих запасів (які можуть важити до 20 кг). Структури нір не складні. Нори можуть продовжуватись на 5-6 м в довжину і мають гніздові камери розташовані на 45 см в глибину (літо) або 150 см в глибину (зима). Дієта складається з насіння і зелені, але вони також споживають плоди пустельних рослин. Якщо умови живлення значно погіршуються, може мігрувати до 50 км.

## Відтворення
Час відтворення відрізняється по діапазону поширення, в північній частині (Росія) він коротший (з березня по серпень), в той час як у південній частині (Китай) триває з лютого по вересень; приплід 2-11 (в середньому близько шести).

## Загрози та охорона
Переслідується як шкідник, також виду загрожують лісові пожежі і, можливо, деградація середовища проживання шляхом випасу худоби за рахунок збільшення поголів'я худоби. Вони не вважаються серйозними загрозами для виду в даний час. Зустрічається в багатьох охоронних районах.